# L'atro antro
L'atro antro (The Grim Grotto) è l'undicesimo libro della serie Una serie di sfortunati eventi, scritta da Lemony Snicket.

## Dedica
L'autore dedica il libro a Beatrice, alla quale scrive:
Gli uomini tristi le scrivono.»

## Trama
All'inizio ritroviamo i fratelli Baudelaire dove li abbiamo lasciati nel libro La scivolosa scarpata, ossia in balia del Torrente Teso aggrappati a un toboga. Giunti in prossimità della valle i ragazzi vedono mucchi di cenere e ritagli di giornale e comprendono che l'incendio da loro appiccato nel Carosello Caligari (Il carosello carnivoro) si è diffuso. Ad un tratto vengono raggiunti da un sommergibile e, non sapendo come salvarsi dall'impeto delle acque, decidono di bussare. Una voce all'interno chiede loro se sono amici o nemici, ma i ragazzi non sanno cosa rispondere poiché non hanno la minima idea di chi stia parlando. Infine si dichiarano amici. La stessa voce chiede poi la parola d'ordine e gli orfani tentano con Qui il mondo è quieto e vengono esortati ad entrare.
All'interno del sottomarino (il cui nome è Queequeg) conoscono il Capitan Controsenso, un membro del V.F. ed amico dei loro genitori. Scoprono che l'equipaggio è formato da Phil (il cui soprannome è Cookie), un operaio della fabbrica Ciocco Fortunato (La sinistra segheria) e Fiona, la figlia adottiva del capitano. Fiona è una micologa, ossia una studiosa di funghi, e prova molta simpatia per Klaus Baudelaire. Il motto del capitano è Colui che esita è perduto, ma Fiona lo ha cambiato in Colui o colei che esita è perduto.
Klaus fa delle ricerche con il capitano per trovare la zuccheriera, che si trovava nella base sul Monte Manomorta e che è stata gettata nel fiume. Intanto Violet Baudelaire tenta di aggiustare il telegrafo del Queequeg e comprende che il Conte Olaf ha creato dei disturbi alle comunicazioni e che è per questo motivo che il Signor Poe, non ha ricevuto il loro messaggio. Sunny Baudelaire invece da una mano a Phil in cucina, lavorando come cuoca e scopre che Cookie ha portato con sé numerose barrette di gomma da masticare.
Klaus scopre, esaminando le tavole sulla marea, che la zuccheriera è situata probabilmente nei pressi dell'Acquario Anwhistle, in un luogo rappresentato sulle carte con un ovale e marcato con le iniziali A.A.. Il capitano spiega loro che l'acquario fu fondato dal fratellastro della zia Josephine, Gregor.
A questo punto i ragazzi notano una figura sul sonar: un enorme sommergibile dalla forma di polpo si avvicina al Queeqeg ed i ragazzi scoprono che si tratta di Olaf. L'uomo però non li vede ed è costretto alla fuga dalla venuta di qualcos'altro che i ragazzi notano sul radar e che forse è un altro sottomarino.
Klaus allora afferma di avere scoperto il significato del disegno ovale dicendo che probabilmente si tratta di una grotta e Fiona scopre che A.A. è il nome della caverna e vuol dire Atro Antro della Gorgone. I ragazzi decidono di recarsi nell'antro, ma devono fare attenzione ad un fungo letale che si trova al suo interno chiamato Mycelium Medusoide.
Per compiere la spedizione indossano delle uniformi del Queeqeg, che hanno come emblema il volto di Herman Melville, tranne Sunny che si rifugia in un casco da palombaro.
Giunti nella grotta iniziano a cercare la zuccheriera, ma trovano numerosi oggetti tra i quali un libro di poesia ed un barattolo di wasabi, ma non la zuccheriera. Inoltre Klaus scopre l'esistenza di un codice dei V.F. chiamato Versi Fluttuanti, che consiste nel cambiare le parole di una poesia con altre errate: le parole giuste sono il messaggio. Sfortunatamente Sunny viene infettata dal fungo letale, ma i ragazzi non se ne accorgono se non quando raggiungono nuovamente il sommergibile e scoprono che Phil ed il comandante sono spariti. I ragazzi cercano i membri dell'equipaggio ovunque senza trovarli e non comprendono se sono andati via di loro spontanea volontà o meno. Al posto dei due trovano due palloncini rossi con scritto V.F.
Violet vorrebbe far uscire Sunny dal casco di palombaro, ma Fiona non vuole perché verrebbero infettati anche loro e ordina ai fratelli di ripartire mentre lei di cerca una cura sul suo libro dei funghi (chiamato Minuzie Micologiche).
Il libro di Fiona afferma: «Così letale la sua spora che puoi morire nel giro di un'ora». I ragazzi sono dunque costretti a cercare un antidoto il più presto possibile, ma sono ostacolati dalla venuta di Olaf nel suo sommergibile-polipo.
Vengono abbordati e costretti a salire sul sottomarino. Qui scoprono che i boy-scout delle nevi rapiti nel libro La scivolosa scarpata sono stati impiegati come vogatori. Incontrano Carmelita Ghette, vestita come principessa-ballerina-veterinaria del tip-tap, e scoprono che il sommergibile ha il suo nome. Insieme a lei e ad Olaf c'è Esmè Squalor vestita da piovra.
I ragazzi chiedono al conte di liberarli per poter salvare Sunny proponendo in cambio di rivelargli dove si trova la zuccheriera (anche se in realtà neppure loro lo sanno). Olaf non accetta affermando di poter conoscere tutto ciò che vuole facendoli torturare dall'uomo con gli uncini, ma quando raggiungono il loro torturatore scoprono che si tratta del fratello di Fiona, Fernald Controsenso. Gli orfani lo supplicano di aiutarli, ma infine è Fiona a convincerlo.
I ragazzi tentano così di fuggire mentre Carmelita fa uno spettacolo all'equipaggio, ma Fiona e Fernald vengono scoperti da Carmelita (intenta a cantare per l'equipaggio). Per dare la possibilità ai Baudelaire di fuggire Fernald distrae i presenti affermando che Fiona vuole unirsi alla troupe di Olaf.
Gli orfani, ritrovatisi nel Queequeg trovano l'antidoto per Sunny: il wasabi. Sunny viene dunque curata.
Scoprono che il telegrafo funziona di nuovo e giunge un messaggio scritto da Quigley con due poesie. La prima poesia (di Lewis Caroll) dice:
La seconda poesia (di Thomas Stearns Eliot):
Analizzando le due poesie scoprono che la prima nell'ultimo verso afferma:
Iniziano inoltre a leggere la seconda poesia originale, ma vengono interrotti dal conte Olaf, che ha scoperto la loro fuga. Klaus chiede al Conte cosa è successo a Fiona, ma quest'ultimo afferma che non si devono preoccupare per lei poiché ormai è parte della troupe. I ragazzi scoprono con orrore che Fiona è davvero diventata un'aiutante di Olaf osservando la sua tuta: infatti non c'è il ritratto di Melville, ma quello di Edgar Albert Guest (presente su tutte le uniformi del sommergibile-polipo). Fiona rimane dunque con il Conte ed il fratello, ma i ragazzi chiedono il suo aiuto per fuggire offrendole in cambio il casco con il rarissimo e pericolosissimo fungo. Olaf vorrebbe indossare il casco, ma la ragazza lo avverte appena in tempo del pericolo che corre.
Ad un tratto sullo schermo del sonar appare nuovamente la strana figura ed Olaf è costretto alla fuga, mentre i ragazzi sono liberati da Fiona, che prima di andarsene con la troupe bacia Klaus.
Giunti presso la Spiaggia Salmastra gli orfani terminano la lettura della seconda poesia, scoprendo che un taxi li sta aspettando. Raggiunti dal signor Poe, fuggono entrando nel taxi, dove fanno la conoscenza di Kit Snicket, sorella di Jacques Snicket.

## Edizioni
- Lemony Snicket, L'atro antro, traduzione di Valentina Daniele, salani, 2006, ISBN 88-8451-729-X.